# Stankiella
Genre
Stankiella est un genre d'opilions eupnois de la famille des Phalangiidae.

## Distribution
Les espèces de ce genre se rencontrent en Macédoine du Nord et au Monténégro.

## Liste des espèces
Selon World Catalogue of Opiliones (05/05/2021) :
- Stankiella montana Hadži, 1973
- Stankiella pretneri Hadži, 1973

## Publication originale
- Hadži, 1973 : « Novi taksoni suhih juzim (Opilionoidea) v Jugosulaviji. » Razprave Slovenska Akademija Znanosti in Umetnosti (SAZU) IV, vol. 16, no 1, p. 1-120.